# Strmac
Strmac je izletište u zapadnoj Slavoniji. Nalazi se na otprilike 500 m nadmorske visine na južnim obroncima planine Psunj, udaljeno desetak kilometara od Nove Gradiške. Prije Domovinskog rata postojala je bolnica za plućne bolesti, izgrađena još 30-ih godina 20. stoljeća, jedna od najpoznatijih u tom dijelu Hrvatske. Nedaleko od bolnice nalazio se Hotel "Strmac" s otvorenim bazenom, omiljeno izletište Novogradišćana. Svi ti objekti devastirani su ili zatvoreni tijekom Domovinskog rata.
Poslije Domovinskog rata pretvoren je u vojarnu Hrvatske vojske.